# Paul Devlin
Paul John Devlin (Birmingham, 14 aprile 1972) è un ex calciatore scozzese, di ruolo centrocampista.

## Carriera

### Club
Fin da ragazzino aveva giocato nei settori giovanili di vari club dilettantistici e semiprofessionistici nell'area metropolitana di Birmingham, esordendo anche in prima squadra con il Tamworth, non ancora maggiorenne. In questi anni, lavorava come apprendista nella cucina di un hotel con lo scopo di diventare un giorno uno chef, carriera che di fatto abbandona già nel 1990 quando, dopo poche settimane trascorse in Staffordshire Senior League con l'Armitage, viene prelevato dagli Stafford Rangers, club di Football Conference (quinta divisione e più alto livello calcistico inglese al di fuori della Football League). Rimane in squadra fino al febbraio del 1992, quando viene prelevato per 60000 sterline dal Notts County, club di prima divisione, con cui conclude la stagione 1991-1992 giocando 2 partite di campionato (torneo che si conclude peraltro con la retrocessione in seconda divisione dei bianconeri).
Nella stagione 1992-1993 Devlin inizia poi gradualmente a venire inserito nella formazione titolare, concludendo il campionato con 3 reti in 32 presenze; la stagione successiva è invece positiva sia a livello di squadra (il Notts County dopo la salvezza in extremis della stagione precedente manca infatti di un solo punto la qualificazione ai play-off, oltre a raggiungere la finale della Coppa Anglo-Italiana 1993-1994) che a livello individuale, visto che Devlin con 41 partite di campionato e complessive 55 partite fra tutte le competizioni ufficiali è uno dei giocatori bianconeri più impiegati in stagione. Nella stagione 1994-1995, che si conclude invece con una retrocessione in terza divisione, realizza 9 reti in 40 presenze; l'anno seguente va poi in rete per 6 volte in 26 partite in terza divisione, salvo poi dopo complessive 178 presenze e 33 reti fra tutte le competizioni ufficiali venir ceduto insieme ad Andy Legg (che, come Devlin, aveva il contratto in scadenza) per complessive 500000 sterline al Birmingham City, club di cui peraltro Devlin era tifoso fin da bambino. Qui, conclude la stagione 1995-1996 realizzando 7 reti in 16 presenze nel campionato di seconda divisione, nel quale peraltro gioca anche nel biennio successivo, per complessive ulteriori 50 presenze e 21 reti, 16 delle quali nella First Division 1996-1997, in cui è anche il capocannoniere stagionale del club. Se però la stagione 1996-1997 era stata estremamente positiva, lo stesso non si può dire dell'annata successiva: dopo aver giocato da titolare le prime 3 partite della stagione, viene infatti progressivamente utilizzato con minor frequenza dal nuovo allenatore Trevor Francis (che aveva sostituito Barry Fry nella parte finale della stagione 1996-1997), con cui arriva anche ad avere diversi scontri verbali che alla lunga lo fanno finire ai margini della rosa (la sua ultima partita ufficiale giocata è di fatto il 13 dicembre 1997). Complice questa situazione, Devlin rifiutò di rinnovare il contratto in scadenza a fine stagione che lo legava al Birmingham City, il che di fatto ne riduceva il valore di mercato in caso di un'eventuale cessione a stagione in corso: per questo motivo, nel marzo del 1998 viene ceduto allo Sheffield Utd per sole 200000 sterline (più altre 50000 sterline di bonus in caso di promozione delle Blades a fine stagione), una cifra nettamente inferiore al suo teorico valore di mercato. Dopo la cessione, Devlin dichiarò di aver chiesto la cessione non per motivi economici (come aveva suggerito l'allenatore Francis) ma perché si rifiutava di allenarsi con i ragazzi delle giovanili, cosa che a suo dire Francis gli avrebbe chiesto di fare per forzarne la cessione.
Di fatto, al di là delle motivazioni della cessione, il trasferimento si rivela positivo per Devlin, che alle Blades ritrova Steve Thompson, l'ultimo allenatore che aveva avuto al Notts County, e che al termine della stagione 1997-1998 partecipa ai play-off, pur mancando la promozione in massima serie, oltre a raggiungere le semifinali di FA Cup. L'anno seguente, dopo un breve periodo (5 presenze ed una rete in terza divisione) in prestito al Notts County, trascorre la stagione giocando sostanzialmente da titolare (33 presenze e 5 reti), cosa che fa anche l'anno seguente, in cui conclude il campionato con 11 reti in 44 presenze. Dopo ulteriori 41 presenze e 5 reti nella stagione 2001-2002, nel settembre del 2001 Devlin chiede alla società un aumento di stipendio: quando gli viene negato, chiede il trasferimento, venendo invece mandato ad allenarsi con la squadra riserve. Alla fine, dopo un momentaneo reintregro in rosa (che lo porta a segnare 2 gol in 19 partite), nel febbraio del 2002 viene ceduto in prestito al Birmingham City, con Paul Furlong che fa il percorso inverso. Il prestito viene poi prolungato di alcuni mesi, e nell'estate del 2002 il trasferimento diventa definitivo. Nel frattepmpo, Devlin segnando un gol in 15 partite (2 delle quali nei vittoriosi play-off) aveva contribuito alla promozione in prima divisione del club. Nella stagione 2002-2003 all'età di 30 anni esordisce in prima divisione, campionato in cui realizza 3 reti in 32 presenze; in particolare, il 31 agosto 2002, alla quarta giornata di campionato, alla sua prima partita in prima divisione, realizza anche il suo primo gol, che curiosamente consente anche al Birmingham City di battere per 2-1 il Leeds Utd, conquistando la prima vittoria nella storia del club nella Premier League (dalla fondazione di questa lega nel 1992). Nella stagione 2003-2004, complici alcuni nuovi acquisti di livello (in particolare Luciano Figueroa e David Dunn), Devlin perde il posto da titolare (giocherà solamente altre 2 partite in prima divisione), finendo per chiedere la cessione sia perché convinto di poter trovare più spazio altrove sia per lottare per un posto nella nazionale scozzese negli Europei del 2004
Dopo aver rifiutato un trasferimento in prestito al West Ham Utd, nel settembre del 2003 viene ceduto a titolo definitivo per 150000 sterline al Watford, che cercava un sostituto per il giovane Jimmy Davis, tragicamente deceduto in un incidente automobilistico, e che gli offriva un contratto triennale. Per una stagione e mezzo gioca stabilmente da titolare, mettendo a segno 4 reti in 56 presenze in seconda divisione e mantenendo in generale un rendimento molto elevato; salta però la seconda parte della stagione 2004-2005 per un grave infortunio, finendo per perdere il posto in squadra anche nella stagione successiva, nella quale gioca comunque 23 partite (con 2 gol segnati). Nel gennaio del 2006, avendo perso il posto da titolare e volendo giocare più vicino a casa, si trasferisce in terza divisione al Walsall, con cui firma un contratto fino al termine della stagione; l'inizio della nuova avventura con i Saddlers non è però fortunato: nella sua prima partita si infortuna e, al suo ritorno in campo dopo quasi un mese di assenza, rimedia un'espulsione con una squalifica di tre giornate. Terminata la squalifica, nella prima partita dal suo secondo rientro segna in compenso la rete del definitivo 1-1 nella partita contro lo Swansea City del 13 marzo 2006. Gioca poi anche le 5 rimanenti partite di campionato, lasciando però a fine stagione il club, retrocesso in quarta divisione. Dopo aver inizialmente valutato l'opzione del ritiro, nell'estate del 2006 viene convinto dall'allenatore Gareth Farrelly ad assumere il doppio ruolo di vice allenatore e giocatore al Bohemians, club della prima divisione irlandese, dove rimane fino al termine del campionato (coincidente con l'anno solare), realizzando una rete in 6 partite di campionato. All'esonero di Farrelly anche Devlin lascia il club, e a 16 anni dal suo addio fa ritorno al Tamworth; dopo pochi mesi, in cui gioca 4 partite in Conference National (quinta divisione), rescinde però consensualmente il suo contratto con il club. Sempre nel 2006 gioca poi per alcune settimane con il Sutton Coldfield Town, club di Southern Football League Division One Midlands (ottava divisione).
Nel febbraio del 2007 si accasa invece in Southern Football League (settima divisione) all'Halesowen Town, dove rimane fino al gennaio del 2008 per un totale di 11 reti in 31 presenze fra tutte le competizioni ufficiali. Passa quindi con il doppio ruolo di vice allenatore e giocatore al Rugby Town, club del medesimo campionato, dimettendosi però da entrambi gli incarichi solamente una settimana dopo il suo arrivo in squadra. Nel marzo del 2008 fa poi ritorno al Sutton Coldfield Town (tornando quindi per la quarta volta in carriera in un club in cui aveva già giocato in precedenza); dopo aver segnato un gol nella sua partita di esordio, non scende però in campo per il resto della stagione, rinnovando comunque il contratto per la stagione 2008-2009, salvo poi rescinderlo consensualmente durante l'estate del 2008. Nell'ottobre del 2008 firma poi un contratto con lo Stratford Town, club di Midland Football Alliance (nona divisione), con cui segna anche una rete all'esordio, in una partita contro il Rocester; nel febbraio del 2009, dopo complessive 9 presenze in partite ufficiali (tra cui 6 con 2 reti in campionato), lascia il club. Dopo alcuni anni trascorsi a giocare a livello puramente amatoriale, ha infine un'ultima breve esperienza a livello semiprofessionistico con il Romulus, club di Northern Premier League Division One South (ottava divisione), con cui trascorre i primi mesi della stagione 2012-2013 per poi ritirarsi definitivamente, all'età di 40 anni.

### Nazionale
Pur essendo nato a Birmingham, in Inghilterra, Devlin era convocabile per la nazionale scozzese in quanto suo padre era nato a Coatbridge, in Scozia. Per questo motivo, all'età di 30 anni, il 15 ottobre 2002 esordisce in nazionale in una partita amichevole contro il Canada. Nel corso del biennio 2002-2003 viene convocato in pianta stabile e gioca in totale 10 partite (3 delle quali in partite di qualificazione agli Europei del 2004), l'ultima delle quali il 6 settembre 2003 contro le Isole Far Oer, in un incontro valevole per le qualificazioni agli Europei del 2004.

## Palmarès

### Giocatore

#### Competizioni internazionali
- Coppa Anglo-Italiana: 1

Notts County: 1994-1995

#### Competizioni regionali
- Staffordshire Senior Cup: 1

Stafford Rangers: 1991-1992